# Bei Maejor
Brandon Michael Green, (Míchigan, 23 de julio de 1988) es un cantante, rapero, compositor y productor estadounidense. Es más conocido como Maejor Ali o Bei Maejor. Su nombre artístico Maejor proviene de su difunta abuela E. Mae . Sus sencillos más conocidos son “Trouble”, “Gamez” , “Gone”, “So Addicted”, “Ride remix”, “She Got It Made”, “Lolly” y “Vai Malandra”. Actualmente forma parte del dúo AREA21 junto con el productor y DJ Martin Garrix.

## Primeros años
Se graduó en la Universidad de Míchigan, Ann Arbor Michigan en 2008. Después de graduarse se mudó a Atlanta Georgia en donde se unió a un grupo de animación compuesta por Ne-Yo. Bei Maejor firmó por Jive Records en enero de 2010 como artista de grabación. Bei Maejor lanzó su primer mixtape titulado Upside Down el 4 de agosto de 2010 con la colaboración de Trey Songz, Keri Hilson, T-Pain,  Drake.

## Carrera profesional
Bei Maejor ha escrito y producido para mucho artistas, incluyendo Tinie Tempah, J. Cole, Ne-Yo, New Boyz, Wiz Khalifa, Drake, Bow Wow, T-Pain, Lloyd, Travis Porter, Soulja Boy, Sean Kingston, Justin Bieber, Austin Mahone, Ciara, Diggy Simmons, keri Hilson, Cody Simpson.

### Inicios
Ha producido bandas sonoras para Bratz: The Movie en 2007 y La princesa y la rana en 2009. Recibió su primera placa de oro por Bun B Trill en 2005 cuando aún estaba en la Universidad de Míchigan en Ann Arbor. Fue nominado a un Grammy por su trabajo en un álbum de Trey Songz en 2010.

### 2011 – Presente
Bei Maejor produjo la banda sonora de la serie de televisión Jersey Shore (TV series) en 2011, también produjo y aparece en el oficial remix de Ciara's "Ride" con André 3000 y Ludacris. Además produjo su primer éxito Troubles con la participación del cantante rapero J.Cole el 12 de agosto de 2011. Bei maejor lanzó su cuarto mixtape, titulado mejorMaejor el 12 de septiembre de 2011, una colección de 20 canciones incluyendo un remix de piano de Frank Ocean’s "Swim Good" y el remix de Foster the People’s "Pumped Up Kicks" dedicado a  littles Haters. 
El 7 de octubre RCA Music Group anunció la disolución de  Jive Records, junto con artistas de Artista Records y J Records. Con el cierre Bei Maejor y todos los artistas que habían firmado con estas 3 discográficas mencionadas anteriormente pasaron a formar parte de RCA Music Group.
En el 2013, Maejor lanzó su primer éxito "Lolly" con Justin Bieber y Juicy J.
En 2017, Maejor fue parte de la canción de Anitta Vai Malandra.

## Discográfica

### Mixtapes
- ǝpısdn uʍop (Presentado por Clinton Sparks & Monsters Ink) (2010)
- ǝpısdn uʍop 2 (Presentado por Clinton Sparks, DJ ill Will & DJ Rockstar) (2010)
- Throwback (2011)

### Sencillos
| "Trouble" (featuring J. Cole)                                                  | 2011 | — | 42 | TBA |
| "—" denotes a title that did not chart, or was not released in that territory. |      |   |    |     |

### Canciones actuales
- 2011 – "So Addicted" by Tinie Tempah, álbum Disc-Overy
- 2010 – "She Got It Made" by Plies
- 2010 – "Great Expectations" by Diggy Simmons
- 2010 – "Ride Remix" by Ciara featuring Bei Maejor, André 3000

## Producción discográfica

### Créditos película
La princesa y el sapo (2009)
- "Never Knew I Needed"[4]

Bratz: The Movie (2007)
- "It's My Party"[5]

Escrito por Stefanie Ridel (as S. Ridel), Mischke, B. Maejor
Producido por Stefanie Ridel, Mischke & Bei Maejor

### Créditos TV
Jersey Shore (2011)
- "La canción de tequila" transmitida a finales de la temporada el 24 de marzo de 2011. Escrita y cantada por Janine the Machine.

### Productor
| Title                                | Year | Artist(s)                       | Album                    |
| ------------------------------------ | ---- | ------------------------------- | ------------------------ |
| "Hold You Down"                      | 2005 | Bun B                           | Trill                    |
| "Ur Behind"                          | 2005 | Trey Songz                      | I Gotta Make It          |
| "Spend Some $"                       | 2007 | Chingy                          | Hate It or Love It       |
| "Intro: Trey Day"                    | 2007 | Trey Songz                      | Trey Day                 |
| "Long Gone Missin'"                  | 2007 | Trey Songz                      | Trey Day                 |
| "Not Anymore"                        | 2007 | LeToya Luckett                  | Lady Love                |
| "On My Own"                          | 2009 | Chrisette Michele               | Epiphany                 |
| "Show Me the Way"                    | 2009 | Ginuwine                        | A Man's Thoughts         |
| "Black Roses"                        | 2009 | Trey Songz                      | Ready                    |
| "Good Girls Like Bad Boys"           | 2009 | Jadyn Maria, featuring Flo Rida |                          |
| "Stay or Go"                         | 2010 | Monica                          | Still Standing           |
| "Ride (Remix)"                       | 2010 | Ciara, André 3000               | Basic Instinct           |
| "Great Expectations"                 | 2010 | Diggy Simmons                   | Airborne                 |
| "Passion (Interlude)"                | 2010 | Trey Songz                      | Passion, Pain & Pleasure |
| "Blind"                              | 2010 | Trey Songz                      | Passion, Pain & Pleasure |
| "Speakers Going Hammer"              | 2010 | Soulja Boy                      | The DeAndre Way          |
| "Blowing Me Kisses"                  | 2010 | Soulja Boy                      | The DeAndre Way          |
| "Buyou"                              | 2010 | Keri Hilson                     | No Boys Allowed          |
| "Gimme What I Want"                  | 2010 | Keri Hilson                     | No Boys Allowed          |
| "Fearless"                           | 2010 | Keri Hilson                     | No Boys Allowed          |
| "Hustler"                            | 2010 | Keri Hilson                     | No Boys Allowed          |
| "Start Me Up" (featuring Bei Maejor) | 2011 | New Boyz                        | Too Cool To Care         |
| "Dust"                               | 2011 | Frank Ocean                     | Nostalgia, Ultra         |